# プレシデンテ・ピント (防護巡洋艦)

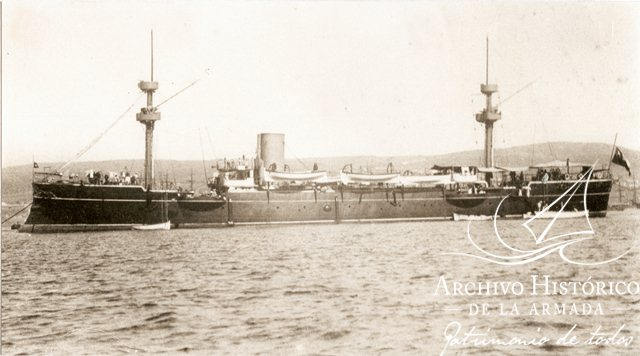

プレシデンテ・ピント（Presidente Pinto）はチリ海軍の防護巡洋艦。プレシデンテ・エラースリス級。

## 艦歴
1887年にチリは艦隊建造費用として3,129,500ポンドを計上し、それによって戦艦「カピタン・プラット」、プレシデンテ・エラースリス級2隻と水雷艇2隻が建造されることとなった。
「プレシデンテ・ピント」はフランスのSociété Nouvelle des Forges et Chantiers de la Méditerranéeで建造された。1889年3月発注。同年起工。1890年9月4日進水。1892年9月にバルパライソに到着した。
1905年5月26日、Quellón沖で難破した。

## 要目
- 排水量：2047t[4]
- 垂線間長：268フィート4インチ（81.79m）[4]
- 幅：35フィート9インチ[4]
- 機関：円缶4基、水平3段膨張蒸気機関、2軸、5400ihp[4]
- 速力：18.35ノット[4]
- 装甲：防護甲板2.4インチから1.4インチ、司令塔2インチ[4]
- 兵装：カネー36口径5.9インチ速射砲4門、カネー36口径4.7インチ速射砲2門、6ポンド砲4門（57mm砲4門、ガトリング砲2基とも[2]）、14インチ魚雷発射管3門[5]